# بروتين DLX2
بروتين علبة مثلية DXL2
بروتين بشري يرمز من قبل جينة DLX2

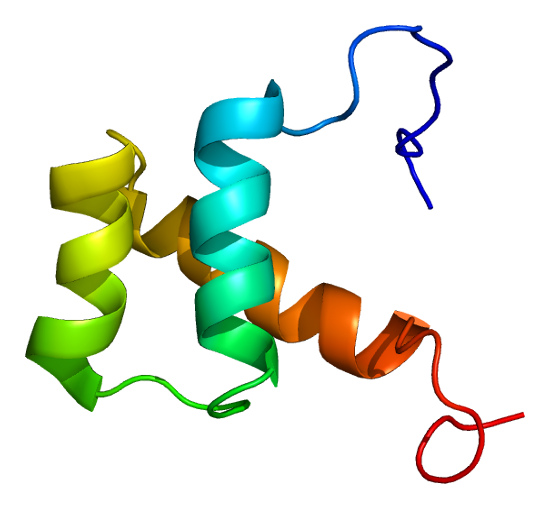

تتكون (DLX gene family ) عائلة جينات DLX من ستة أفراد على الأقل يرمز لها من DXL1 إلى DXL6 

وتسهم في إنتاج بروتينات يعتقد بأنها تشارك في تنشؤ الدِّماغُ المُقَدَّم والقِحْفِيٌّ الوَجْهِيّ forebrain and craniofacial
تتموضع هذا الجينة على الذراع الطويلة للصبغي الثاني في موقع يعرف ب tail-to-tail